# Camporotondo di Fiastrone
Camporotondo di Fiastrone település Olaszországban, Marche régióban, Macerata megyében. Lakosainak száma 488 fő (2023. január 1.). Camporotondo di Fiastrone Belforte del Chienti, Caldarola, Cessapalombo, San Ginesio és Tolentino községekkel határos.

## Népesség
A település népességének változása:
| Lakosok száma | 541  | 533  | 488  |
|               | 2017 | 2018 | 2023 |